# Sphagnum campbellianum
Sphagnum campbellianum là một loài rêu trong họ Sphagnaceae. Loài này được Müll. Hal. mô tả khoa học đầu tiên năm 1911.